# منصور لبكي
منصور لبكي (10 مارس 1940 -) كاهن سابق ماروني ومؤلف موسيقي وكاتب لبناني. اشتهر بأعماله الخيرية والتربوية لمساعدة الأطفال اللبنانيين من جميع الطوائف الذين عاشوا الحرب الأهلية اللبنانية، كما اشتهر بتأليفه وتلحينه العديد من التراتيل الكنسية. أدين لبكي بتهمتي الاغتصاب والاعتداء الجنسي ارتكبها في التسعينيات.

## حياته
ولد منصور أنطون لبكي في عام 1940 في بلدة بعبدات في المتن، جبل لبنان والده أنطون نجم لبكي ووالدته سيدة قرباني. بعد مدة تكوين وتدريب قضاها في فرنسا، تم تعيينه في 26 مارس 1966 كاهنا بالكنيسة المارونية حيث عمل موازاة مع ذلك مدرسا وصحفيا ومديراً لمجلة الفصول الثقافية ومؤلِّف كتاب للترانيم الكنسية للطقوسية المارونية الخاصة بالتراث الليتورجي.
في سنة 1971، عين منصور لبكي كاهنا لإحدى الأبرشيات في بلدة الدامور اللبنانية التابعة لمحافظة جبل لبنان، حيث شهد سنة 1976 مجزرة الدامور التي راح ضحيتها الجالية المسيحية القاطنة بالبلدة والتي خلفت عددا كبيرا من الأيتام ما أثر فيه ليؤسس جمعية «بيت سيدة الفرح» وجوقة «منشدي لبنان الصغار» للعناية بيتامى الحرب بهدف تعزيز التسامح والمحبة والسلام، كما أسس جمعية «لو تدحال» (أي لا تخف بالسريانية). ألف العديد من الكتب بناء على تجربته في بلد خاضت حربا، حيث حصد العديد من الجوائز.
في عام 1990 انتقل إلى باريس وأسس في بلدة دوفر في النورماندي «بيت سيدة أطفال لبنان»، حيث اعتنى بطلاب المدارس اللبنانيين من مسيحيين ومسلمين، كما أسس في عام 1995 «بيت سيدة البسمة» في المنصورية في لبنان. مولت هذه التجربة من قبل مؤسسة راؤول فوليرو حتى عام 2011.
في فرنسا، طور الأب لبكي علاقاته في الأوساط الكاثوليكية كما طور جمعية «لو تدحال»، حيث أنشأ نشرة، ونظم رياضات روحية ومحاضرات في الأديرة عن الحركة التقليدية، وتأسيس مجتمع صغير من النساء الرعويات المكرسات.
أدين من قبل مجمع العقيدة والإيمان بالتحرش بالأطفال في 23 أبريل 2012. استأنف لبكي القرار، إلا أن الاستئناف رفض بتاريخ 19 مايو 2013، مما جعل قرار الإدانة نهائيا.
أصدر القضاء الفرنسي في أبريل 2016 مذكرة اعتقال دولية بحق لبكي.
وفي 8 نوفمبر 2021، صدر عليه حكم غيابي بتهمتي الاغتصاب والاعتداء الجنسي على قاصرات، وحكم عليه بالسجن 15 عاما. 

## مؤلفاته
- كفرسما، ضيعة من لبنان (1983) (بالفرنسية: Kfar Sama, village du Liban)‏
- طفل لبنان (1986) (بالفرنسية: L’enfant du Liban)‏
- متشردي من القمر (1988) (بالفرنسية: Mon vagabond de la lune)‏
- منزلين من أجل لا شيء (1999) (بالفرنسية: Deux maisons pour rien)‏
- عيد الميلاد على حدود الانتظار (1991) (بالفرنسية: Noël aux confins de l'attente)‏
- بلدي في الماضي (1995) (بالفرنسية: Mon pays au passé simple)‏
- أطفال الفجر (2002) (بالفرنسية: Les enfants de l'aurore)‏

## الجوائز[11]
- جائزة أكاديمية العلوم الأخلاقية و السياسية (1986)
- جائزة سان إكسوبيري «قيم الشباب» (1987)
- جائزة الفرانكفونية (1987)
- الجائزة العالمية لحقوق الإنسان، الممنوحة من قبل مجلة «لا كروا» (1987)
- جائزة أكاديمية اللغة الفرنسية (1988)
- جائزة فرنسا-لبنان (1988)
- جائزة العائلة (جمعية العائلة الكاثوليكية في باريس) (1991)
- وسام الأرز الوطني (1994)
- جائزة فرنسا-المتوسط، لعمله من اجل السلام وأطفال الحرب (1995)
- الجائزة الكاثوليكية الكبرى للأدب (2002)